# كانت أيام (فلم)
كانت أيام هو فيلم مصري عرض عام 1970، بطولة صباح ورشدي أباظة ونادية لطفي، ومن إخراج حلمي حليم.
غنت صباح في هذا الفيلم أغنيتين من أشهر أغانيها وهما «يانا يانا»، و«عاشقة وغلبانة».

## قصة الفيلم
تدور أحداث الفيلم حول جراح القلب الشهير الدكتور جلال (رشدي أباظة) والذي ينشغل بحياته العملية بدرجة كبيرة تجعله تؤثر على حياته الزوجية، وينتابها الفتور فتذهب زوجته وفية (نادية لطفي) إلى الإسكندرية لقضاء فترة إجازة، فيقابل الطبيب جلال الفتاة الجميلة نادية (صباح) فيقع في حبها وتتوالى الأحداث.

## طاقم التمثيل
- صباح: (نادية رفعت)
- رشدي أباظة: (جلال سيف الدين)
- نادية لطفي: (وفية - زوجة جلال)
- عبد المنعم إبراهيم: (دكتور عزيز)
- ميمي شكيب: (لولا)
- حسين إسماعيل: (عوض - قبضاي)
- كوثر شفيق: (شوشو)
- محمد شوقي: (سائق التاكسي)
- رجاء عبد الحميد: (أم السعد)
- نيفين نور الدين: (ماجدة جلال - طفلة)
- رشوان مصطفى: (قبضاي)
- توفيق هدايت: (قبضاي)
- خميس مرزبان: (قبضاي)
- سيد عبد الله: (التمرجي)
- حللي محمد: (سائق التاكسي)
- سيد زيان: (الجنايني)
- علي مصطفى: (بواب)
- علي عرابي: (بواب)

## فريق العمل
- إخراج: حلمي حليم
- سيناريو: حلمي حليم
- حوار: محمد أبو يوسف
- مدير التصوير: وحيد فريد
- مونتاج: كمال أبو العلا
- إنتاج: أفلام رشدي أباظة
- توزيع: أفلام السلام

## أغاني الفيلم
يانا يانا
- تأليف: مرسي جميل عزيز، ألحان: بليغ حمدي

أنا عبدتك
- تأليف: مرسي جميل عزيز، ألحان: بليغ حمدي

عاشقة وغلبانة
- تأليف: محمد حمزة، ألحان: بليغ حمدي

## روابط خارجية
- مقالات تستعمل روابط فنية بلا صلة مع ويكي بيانات